# Дводржавно решење
Дводржавно решење за израелско-палестински сукоб предвиђа независну Државу Палестину уз Државу Израел, западно од реке Јордан. Граница између две државе и даље је предмет спорова и преговора, а палестинско и арапско руководство захтевају потпуно повлачење Израела са територија које је окупирао 1967. године, што Израел одбија. Територија бившег Британског мандата над Палестином (укључујући Западни Јерусалим), која није била део Палестине, наставила би да буде део Израела.
Године 1947. Генерална скупштина Уједињених нација усвојила је План Уједињених нација о подели Палестине, који није спроведен. Палестинско руководство је прихватило тај концепт од арапског самита у Фесу 1982. године, а 2017. године Хамас је прихватио идеју о палестинској држави унутар граница из 1967. године, али без признавања државности Израела. Израел сматра да су потези палестинских лидера за добијање међународног признања Државе Палестине једнострани поступак Палестинаца и недоследан преговорима са решењем о две државе. Године 2009. је објављено да иако су анкете доследно показивале да су израелска и палестинска већина у корист споразума са две државе, постоји „растуће разочарање“ решењем са две државе.
Недавни дипломатски напори усредсређени су на реализацију решења о две државе, почевши од неуспелог самита у Кемп Дејвиду 2000. године, након чега су уследили преговори Таба почетком 2001. године Решење са две државе такође је чинило основу Арапске мировне иницијативе и 2013–14. мировни преговори. Упркос неуспеху ових напора, међународни консензус деценијама подржава решење сукоба са две државе. Истраживање стручњака из 2021. године показало је да 52 одсто верује да решење са две државе више није оствариво. 77 процената верује да ће, ако се не постигне, резултат бити „реалност једне државе слична апартхејду“.

## Дипломатски напори

### Иницијативе
Генерална скупштина је 1975. године основала Комитет за остваривање неотуђивих права палестинског народа. Комитет је 1976. године представио два скупа препорука, један се односио на право Палестинаца да се врате у своје домове и имовину, а други на њихова права на самоопредељење, националну независност и суверенитет. Савет безбедности је расправљао о препорукама, али није могао да донесе одлуку због негативног гласања Сједињених Америчких Држава.
Након почетка Прве интифаде 1987. године, започет је значајан дипломатски рад у преговорима о решењу две државе између страна, почевши од Мадридске конференције 1991. Најзначајнији од ових преговора били су споразуми из Осла, који су званично поделили палестинску земљу. На три административне поделе и створио оквир за функционисање израелских политичких граница са палестинским територијама данас. Споразум је кулминирао на Самиту у Кемп Дејвиду 2000. и каснијим преговорима у Таби у јануару 2001, али до коначног договора никада није дошло. Насилно избијање Друге интифаде 2000. године показало је разочарање палестинске јавности споразумом из Осла и уверило многе Израелце да су преговори били узалудни.
Саудијски и амерички лидери разговарали су о могућим решењима са две државе. Престолонаследник (краљ до јануара 2015. године) Абдулах од Саудијске Арабије је 2002. године предложио Арапску мировну иницијативу, која је добила једногласну подршку Арапске лиге, док израелски лидери непрестано одбијају да разговарају о тој иницијативи. Председник Буш је најавио своју подршку палестинској држави, отварајући пут Резолуцији 1397 Савета безбедности Уједињених нација, подржавајући решење са две државе.
На Конференцији у Анаполису у новембру 2007. године, три главне странке - ПЛО, Израел и САД - сложиле су се око решења са две државе као оквира за преговоре. Међутим, самит није успео да постигне договор.
Након сукоба који је избио између две главне палестинске странке, Фатаха и Хамаса, Хамас је преузео контролу над појасом Газе, поделивши палестинске власти на две институције, од којих свака тврди да је прави представник палестинског народа. Фатах је контролисао Палестинску националну власт на Западној обали, а Хамас је владао у Гази.
Најновије иницијативе су мировни преговори између Израелаца и Палестинаца 2013. године, под вођством Џона Керија, државног секретара Сједињених Држава, и Мировни план за Израел и Палестину, који је сачинила администрација Доналда Трампа. Ови преговори такође нису успели да постигну договор.

### Одрживост
До 2010. године, када је планиран поновни почетак директних преговора, континуирани раст насеља на Западној обали и континуирана снажна подршка насељима од стране израелске владе увелико су смањили земљиште и ресурсе који би били доступни палестинској држави стварајући сумњу међу Палестинцима и левичарских Израелаца да је решење о две државе и даље одрживо .
У јануару 2012. у извештају шефова мисија Европске уније о источном Јерусалиму утврђено је да сталне активности Израела на насељима и крхка ситуација палестинског становништва у источном Јерусалиму, као и у области Ц, чине решење са две државе мање вероватним. Израелско министарство спољних послова одбацило је овај извештај ЕУ, тврдећи да је „заснован на делимичном, пристрасном и једностраном приказу реалности на терену“. У мају 2012. Савет ЕУ је нагласио своју „дубоку забринутост због развоја догађаја на терену“ које прете да онемогуће решење о две државе.
У марту 2015. Нетањаху је изјавио да палестинска држава неће бити успостављена током његове администрације, и такође је изјавио да не одобрава решење једне државе за текући сукоб две особе.
Након контроверзног признања Јерусалима од стране Трампове администрације у корист Израела у децембру 2017. године, палестински званичници су рекли да промена политике „уништава мировни процес“ и да је одлука индиректно значила да Сједињене Америчке Државе „одричу своје улоге мировног посредника“ и „ не делујући као посредник у мировном процесу“ пошто су постали страна у спору, а не неутрални посредник у преговорима.

## Мировни план за Израел и Палестину
Администрација Доналда Трампа је 28. јануара 2020. објавила је текст под називом „Мировни план за Израел и Палестину“, познат и као „Договор века“, документ од 181 страницу који садржи концептуалну мапу како две државе Палестинске власти су прихватиле споразум. План су открили Трамп и израелски премијер Бењамин Нетањаху, а ниједан палестински званичник није позван на преговоре. Амерички председник је план назвао „реалним решењем за две државе“.
Његове главне тачке су:
- Цео Јерусалим и његова непосредна околина остају под контролом Израела. Јерусалим остаје неподељена престоница Израела. Палестинци могу основати престоницу на истоку града.[26]
- Појас Газе остаје удаљен од остатка палестинске територије, али би био повезан са Западном обалом кроз тунел испод израелске територије.[27]
- Палестинска држава би имала приступ лучким објектима у два израелска лучка града, Ашдоду и Хаифи.[26]
- Палестинска држава мора разоружати владајућу власт у Појасу Газе, Хамас, заједно са покретом Исламски џихад у Палестини и свим Палестинцима под њеном влашћу.[27]
- Неће бити права на повратак у Израел за било које палестинске избеглице или њихове потомке.[27]
- Убризгавање 50 милијарди америчких долара Палестини за стварање милион радних места.[28]

План су одмах одбацили палестински званичници, који тврде да Трамп има блиске односе са Израелом и да су његови поступци пристрасни. Лидер Хамаса Исмаил Ханија јавно је прогласио подршку палестинском председнику Махмуду Абасу, његовом политичком противнику, у борби против плана. Протести против пројекта пријављени су у Рамали и Гази.
Пропалестински политичари, удружења и организације широм света тврдили су да је план неправедан према Палестинцима, не само тиме што су их изоставили из било какве разраде, већ и тиме што су га окарактерисали као „апартхејд“, јер „потврђују скоро све израелске захтеве и оставља Палестинцима отпатке без којих Израел може“. Иран је критиковао план, називајући га „једностраним наметањем“, а Арапска лига је хитно сазвана да разговара о плану.
Савезници Сједињених Држава на Блиском истоку, с друге стране, бранили су споразум. Уједињени Арапски Емирати (УАЕ) тврде да „споразум штити палестинске интересе тако што га условљава споразумом Израела да не настави са анексијом земље на Западној обали.“ Саудијска Арабија „цени“ мировне напоре Трампа у мировним снагама у региону Западне обале.

## Насеља на Западној обали
Резолуције УН потврђују незаконитост насеља на Западној обали, укључујући источни Јерусалим. Понуђени су приједлози за више од 50 компензација насељеника након евакуације за напуштену имовину, као што се догодило након повлачења насеља Израела из Газе 2005. године и са Синајског полуострва 1982. године. ИДФ је насилно уклонио неке насељенике у тим претходним повлачењима.
У децембру 2016. године, Резолуција 2334 Савета безбедности Уједињених нација званично је усвојена као осуда израелског насеља на Западној обали.

## Друга решења
Главна алтернатива је двонационално решење, које би могло бити или федералистички аранжман близаначког режима или унитарна држава.[93] Друге алтернативе су решење са три државе и Алонов план, такође познат као „решење без државе“.

#### Тродржавно решење
Као друга алтернатива предложено је решење са три државе. Њујорк тајмс је известио да су Египат и Јордан забринути због тога што морају да преузму одговорност за Газу и Западну обалу. У ствари, резултат би био повратак Газе под египатску власт, а Западне обале Јордану.

#### Двојно држављанство
Бројне предлоге за давање палестинског држављанства или дозволе за боравак јеврејским насељеницима у замену за уклањање израелских војних објеката са Западне обале изнели су појединци као што су Арафат, Ибрахим Сарсур и Ахмед Куреи.
Израелски министар Моше Јалон рекао је у априлу 2010. да „као што Арапи живе у Израелу, тако и Јевреји треба да могу да живе у Палестини“. ... „Ако говоримо о суживоту и миру, чему [палестинско] инсистирање да територија коју добијају буде етнички очишћена од Јевреја?“
Идеју су изразили и заговорници решења о две државе и присталице досељеника и конзервативних или фундаменталистичких струја у израелском јудаизму да, иако се противе било каквом повлачењу, захтевају јаче везе са земљом него са држава Израел.